# Convex

Convexe verzameling

Convex is bolvormig, het tegengestelde van hol of concaaf. Er bestaan convexe en concave lenzen en spiegels.

## Convexe verzameling
In de wiskunde is {\displaystyle D} een convexe verzameling in het complexe vlak of een convexe vectorruimte als ieder lijnstuk waarvan de eindpunten in {\displaystyle D} liggen, in zijn geheel binnen {\displaystyle D} ligt:
{\displaystyle \forall x,y\in D,\forall t\in [0,1]:x+t(y-x)\in D}
Alle punten {\displaystyle P} in een convexe n-hoek met hoekpunten {\displaystyle X_{1},\ldots ,X_{n}} met plaatsvectoren {\displaystyle \mathbf {x} _{1},\ldots ,\mathbf {x} _{n}} kunnen worden weergegeven als {\displaystyle P=t_{1}\mathbf {x} _{1}+\ldots +t_{n}\mathbf {x} _{n}} met alle {\displaystyle t_{i}\in [0,1]}. Dat is voor een punt in veelhoeken met meer dan drie hoeken zelfs op meer manieren mogelijk.

### Lokale convexiteit
Als een topologische vectorruimte beschikt over een lokale basis van convexe omgevingen van de nulvector, dan wordt topologie van die vectorruimte door seminormen gekarakteriseerd. Dergelijke ruimten worden lokaal convexe topologische vectorruimten genoemd.

## Convexe functie
Een reële functie {\displaystyle f} is een convexe functie als de bovenkant van het vlak dat wordt begrensd door de grafiek ervan een convex deel van het vlak is:
{\displaystyle \forall x,y\in \mathbb {R} ,\forall t\in [0,1]:f(x+t\ (y-x))\leq f(x)+t\ (f(y)-f(x))}